# Maxmilián Josef z Thurn-Taxisu

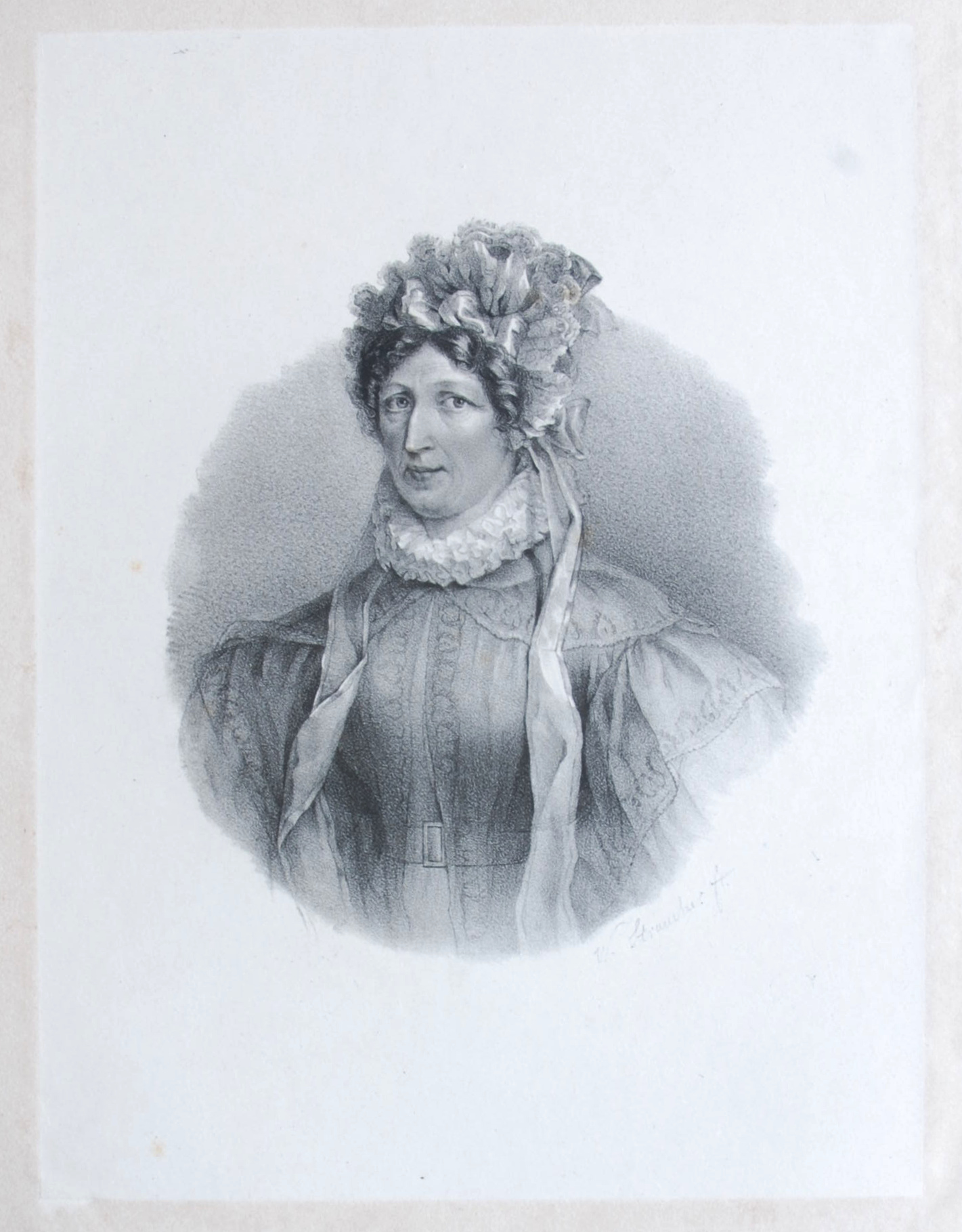
Manželka Marie Eleonora, roz. Lobkovicová

Maxmilián Josef princ z Thurn-Taxisu (německy Maximilian Joseph Fürst von Thurn und Taxis, 29. května 1769 Řezno – 15. května 1831 Praha) byl bavorský královský důstojník, později generálmajor rakouské císařské armády. Založil mladší českou větev rodu Thurn-Taxisů a současně je prapředkem italského vévodského rodu z Duina (Principi della Torre e Tasso, Herzöge von Duino) – titulu uděleného roku 1823.

## Život

### Původ
Narodil se v Řezně jako nejmladší syn knížete Alexandra Ferdinanda (1704–1773) z jeho třetího manželství s Marií Jindřiškou z Fürstenberg-Stühlingenu (1732–1772).

### Vojenská kariéra
Již jako třicetiletý obdržel 29. dubna 1772 od svého jmenovce bavorského kurfiřta vlastnictví pluk kyrysníků Taxis, sestavený knížetem Kristiánem. V roce 1785 byl jmenován rytířem Řádu svatého Huberta a 18. května 1790 nejvyšším velitelem bavorského jezdectva.
19. května 1798 vstoupil Maxmilián Josef do císařských služeb, kde se roku 1799 osvědčil při italském tažení v čele c. k. pluk dragounů Kníže Lobkowicz. V důsledku těžkého zranění v bitvě u Marenga v červnu 1800 byl nucen přerušit svou aktivní armádní kariéru. 24. července 1800 byl potvrzen ve své hodnosti rakouského generálmajora.

### Dvorní úřady
Od 1. prosince 1803 zastával post kapitána odstraněného toskánského velkovévody a nynějšího salcburského kurfiřta, arcivévoda Ferdinand, až do roku 1814, kdy se tento po Vídeňském kongresu opět směl ujmout vlády v Itálii.
V roce 1815 se Maxmilián Josef se svou rodinou přestěhoval do Prahy, kde také roku 1831 zemřel. Byl pochován v rodinné hrobce v Sýčině na panství Dobrovice.

## Manželství a potomstvo
V Praze se 6. června 1791 oženil s princeznou Marií Eleonorou z Lobkowicz (22. dubna 1770 – 9. listopadu 1834), dcerou Augusta Antonína Josefa knížete z Lobkowicz (1729–1803) z mělnické sekundogenitury a jeho manželky Marie Ludmily Czerninové z Chudenic (1738–1790). Narodilo se jim šest synů. Všichni dosáhli významných důstojnických hodností:
- 1. Karel Anselm (18. 6. 1792 Praha – 25. 8. 1844 Teplice)[4]
  - ⚭ 1815 hraběnka Marie Izabela von Eltz (10. 2. 1795 Drážďany – 12. 3. 1859 Praha)[5]
- 2. August Maxmilián (22. 4. 1794 Praha – 24. 1. 1862 Mnichov), svobodný a bezdětný[6]
- 3. Josef (3. 5. 1796 – 17. 4. 1857), svobodný a bezdětný[7]
- 4. Karel Theodor (17. 7. 1797 Praha – 21. 6. 1868 Mnichov)[8]
  - ⚭ 1827 hraběnka Juliana Karolina z Einsiedelu (20. 12. 1806 Mnichov – 1846 Sacburk)[9]
- 5. Fridrich Hannibal (3. 9. 1799 Praha – 17. 1. 1857 Benátky)[10]
  - ⚭ 1831 hraběnka Marie Aurora Batthyány von Német-Ujvár (13. 6. 1806 Budapešť – 18. 9. 1881 Bad Ischl)[11]
- 6. Vilém (12. 11. 1801 Praha – 11. 6. 1848 Benátky), zemřel na následky zranění utrpěných v bitvě u Santa Lucie, svobodný a bezdětný[12]